# Евреинов, Николай Николаевич (1879)
Никола́й Никола́евич Евре́инов (13 (25) февраля 1879, Москва — 7 сентября 1953, Париж) — русский и французский режиссёр, драматург, создатель оригинальной теории театра, историк театрального искусства, философ и актёр, музыкант, художник и психолог.

## Происхождение
Отец Николай Васильевич Евреинов — инженер путей сообщения. Мать, Валентина Петровна — старинного французского рода, представителем которого в России был один из двух сыновей маркиза де Грандмезона, бежавших во время Великой французской революции, Жан — русский офицер Иван Иванович Грандмезон, участник Отечественной войны 1812 года, Бородинской битвы, который в отставку вышел в чине полковника. Иван Иванович Грандмезон был женат на Прасковье Николаевне Сафроновой; их сын — врач, потомственный дворянин Пётр Иванович Грандмезон (1819—1872) — дед Н. Н. Евреинова, унаследовавшего от матери любовь к музыке и безудержную страсть к театру. Образ мыслей, самобытные воззрения и достаточно спорная, не всегда аксиоматичная система взглядов этого режиссёра, позволяют, тем не менее, причислить его к тем, чьей волею в XX веке преобразился мировой театр.
Детские годы провёл в постоянных разъездах по России (Дерпт, Псков, Москва, Екатеринослав), причиной чему была служба отца. Много для приобщения к театральной жизни, как и его сверстнику-соратнику Борису Глаголину, в юности дал Псков, где семья Николая Васильевича Евреинова, возглавлявшего правление Псковско-Рыбинской железной дороги, обосновалась сравнительно надолго.

## Творчество
Когда я думаю о себе, о своей жизни, мне представляется оторванное облако и его одинокий путь.
Оно далеко от земли, от людей, и вместе с этим так близко и земле, и людям, ведь они его создали! И правда, часто, когда оно оранжево-знойное, красное, кажется, что испарения крови людской, пота и слёз людских образовали эту страшную массу! — что насыщенная раздражением, усталостью и горем, она должна сломить кого-то, уничтожить, сделать ужасное.
В другое же время — напротив! — оно как будто из опалов, перламутра, из лунных камней, легкомысленное, красивое, немножко смешное…
… Я всегда любил женщин: я люблю загадки. В 10 лет я уже был «caballero». Псковские барышни казались мне принцессами. Смотреть на них царственным оком — я не знал тогда лучшей забавы…
… Родных, знакомых, товарищей много, но из всех их вместе не выжать и пол-друга!
— Из письма режиссёра Н. Н. Евреинова Г. В. Шварцу

### Россия

#### Первые опыты
Первую пьесу Николай Евреинов написал в семь лет. Любые домашние торжества непременно сопровождались его постановками, которые, как правило, заканчивались слезами режиссёра — он желал, чтобы спектакль продолжался и продолжался — вместе с жизнью. В юности он бежал с бродячими актёрами, но был водворён… — в жизнь. И, кто знает, может, тогда впервые его посетила идея о том, что «жизнь должна стать театром» — действительным воплощением известной шекспировской метафоры.
Творческое наследие Евреинова настолько велико, а сфера его деятельности столь широка, что любая попытка, даже в предельно сжатой форме, изложить наиболее важные их пункты, неизбежно ставит пишущего перед дилеммой: предпочесть освещение его теории рассказу о поставленных им спектаклях (выделив самые значительные из них), или, дав характеристику его постановкам и методам, к которым он прибегал, оставить без внимания десятки и сотни контактов с театральными деятелями, художниками, актёрами, музыкантами, учёными, литераторами, антрепренёрами, философами и многими, многими другими, сократив его библиографию до списка наиболее значимых публикаций. А ещё был Евреинов-художник, Евреинов-путешественник, Евреинов-музыкант, Евреинов-масон, Евреинов-«коллаборационист», «Оригинал о портретистах», «Нагота на сцене»… Словом, одно всегда будет в ущерб другому. И даже если «Старинный театр», «Кривое зеркало», «Привал комедиантов», «Бродячая собака» и т. д. могут быть выделены в отдельную тему, то главное, что отличает его от многих коллег по цеху, всё-таки настоятельно требует достаточно последовательного изложения, поскольку полноценная творческая биография Н. Н. Евреинова ещё ждёт своего часа[обновить].
- 1887—1892 — учёба в гимназиях Пскова и Москвы; в 1898 году окончил 4-ю Московскую гимназию и поступил в Императорское училище правоведения, где играл в любительском театральном кружке, для которого писал пьесы.
- 1893 — написал и поставил одноактную пьесу «Репетиция» (не опубликована) и оперу-буфф, арлекинаду «Сила чар» (утрачена; поставлена совместно с Н. В. Карминым, будущим вдохновителем постановки «Вампуки»). В кружке же он сыграл Франца Мора (в «Разбойниках» И. Шиллера), Глумова («На всякого мудреца довольно простоты» А. Н. Островского), Сына (в комедии М. Н. Владыкина «Омут»).
- Середина 1890-х — после развода родителей принял сторону матери, отношения с отцом практически не поддерживал.
- 1901 — окончание училища[9][10](с серебряной медалью; выпускное сочинение — реферат «История телесных наказаний в России»). Поступление вольнослушателем в Санкт-Петербургскую консерваторию, где его учителями были Н. А. Римский-Корсаков и А. К. Глазунов. Написал историческую драму из «петровской эпохи» «Болваны, кумирские боги» — прообраз его реконструктивных постановок «Старинного театра» (опубликована в его книге «Драматические сочинения»[11]). Начал службу в Министерстве юстиции, а затем, в этом же году, — в Министерстве путей сообщения (до 1914). Тогда же под руководством А. И. Введенского начал изучать в университете философию.
- 1902 — написал комедию в трёх действиях «Фундамент счастья»[11] (опубликована также в 1912 году под названием «Счастливый гробовщик»).
- 1905 — поставил свою одноактную комедию «Стёпик и Манюрочка» (1904)[11] в Александринском театре (премьера — 22 декабря; Стёпик — П. М. Медведев, Манюрочка — В. В. Стрельская).
- 30 января 1905 — комедия «Фундамент счастья» в «Новом театре» (театр Л. Б. Яворской[12]) (Анастасия — Л. Б. Яворская, Чернушкин — И. Ф. Шмидт).
- 16 декабря 1906 — в театре Литературно-художественного общества (Суворинском) идёт пьеса Н. Н. Евреинова «Красивый деспот. Последний акт драмы» (в 4-х действиях)[11].
- 27 января 1907 — «Бабушка», отрывок из жизни в одном действии Н. Н. Евреинова — к 50-летию актёрской деятельности В. В. Стрельской, которая играла «самоё себя»[13].

Дебют Н. Н. Евреинова на большой сцене — одноактная пьеса для двух действующих лиц «Стёпик и Манюрочка», в которой адюльтер представлен как выход из «серой паутины будней», конечно же, подразумевал, если и не скандал, то заметную реакцию — это первая пьеса Н. Н. Евреинова, в которой он манифестирует «трансформацию жизни», «театрализацию быта», здесь прослеживается и влияние О. Уайльда. В это же время Н. Н. Евреинов ставит пьесы в Новом театре (Л. Б. Яворской), в которых участвует как актёр, — в Малом театре (Суворинском). Выходит первый том его «Драматических сочинений», в который по определению автора были включены его «литературно-драматические» пьесы. В их числе пацифистская драма «Война», комедия «Фундамент счастья» («эскиз» будущих монодрам Н. Н. Евреинова) и «Красивый деспот». Последнее произведение примечательно тем, что в нём уже дан конкретный, наглядный пример «театрализации»: главный герой завёл в своём поместье подобие быта начала XIX века, детально стилизовав усадьбу соответствующим антуражем, в этом «театре для себя» он находит единственный смысл существования — «вопль об исчезающей красоте».

Порою мне думается, что не здешний я, не теперешний, а тамошний, прошлый, что я опоздал родиться на целое столетье, что среди других людей, в другой эпохе мне было бы привольней, веселее и, господин среди господ, я не шлялся бы тогда скучным облаком, а наслаждался бы земной красотой на земле, по-земному, наслаждался бы полностью, был бы счастливым…
И вот! Если б не осталось грёз и искусства, я не знаю… Я умер бы и не было бы лишнего облака, чтобы застить лишний раз свет.
— Из письма режиссёра Н. Н. Евреинова Г. В. Шварцу

#### Старинный театр
Старинный театр возник в Санкт-Петербурге по мысли Н. Н. Евреинова в конце 1907 года и закончил первый сезон постом 1908 года (литургическая драма, миракль, моралите, пастурель, фарс), возродился в конце 1911 года (испанская драма эпохи расцвета). Из участников и руководителей этой недолговременной, но оставившей заметный след в культурной жизни того времени, затеи следует назвать завзятого театрала барона Н. В. Дризена (одного из основных субсидентов), издательницу Н. И. Бутковскую, а в числе прочих теоретиков, прежде всего, конечно, Е. В. Аничкова и К. М. Миклашевского.
Задачам Старинного театра был посвящён доклад Н. Н. Евреинова, прочитанный 30 ноября 1907 года в Литературном кружке имени Я. П. Полонского. Евреинов выдвинул, в частности, принцип «изображать не изображаемых, а изображающих», «стремиться передать образ мистерии или моралите через черты того учёного аббата или почтенного горожанина, который являлся носителем драматического искусства в ту эпоху». Публика была заинтригована чрезвычайно. Евреинову удалось собрать вокруг своего предприятия лучшие молодые силы, и уже один перечень сотрудников театра не позволяет забыть о нём в анналах отечественной истории. Участие самого Н. Н. Евреинова выразилось следующим:

##### Первый сезон (1907—1908)
- «Три волхва» — сочинение Н. Н. Евреинова (реконструкция старогерманской полулитургической драмы XII века)[13]. Постановка А. А. Санина (ритуал литургической драмы — М. Н. Бурнашева). Декорации Н. К. Рериха. — Как открывавшая «Старинный театр», постановка весьма важная. Спектакль широкого для камерного театра размаха — с органом, даже с церковным хором[17].
- «Игра о Робене и Марион» — пастурель трувера XIII века Адама де ла Аля. Постановка Н. Н. Евреинова. Оформление М. В. Добужинского. Для Евреинова пастурель была истинной находкой. Он с наслаждением пичкал её всевозможными театральностями, без устали обучал неискушённых артистов «по части манеры произносить слова, ходить, жестикулировать и мимировать». Кроме того, в соединении всех искусств в спектакле — декламации, музыки, пения и пляски — ему грезился возлюбленный синтетический «театральный театр». Заложенное в «Игре о Робене и Марион» Евреинов развил в «Кривом зеркале», весёлом театре «сатирических пародий и эксцентрического смеха»[17].
- «Действо о Теофиле», художник Билибин.
- «Ярмарка на индикт святого Дениса» («Уличный театр» — зрелища и забавы XIV века) — драматическая сюита Н. Н. Евреинова в его же постановке (по сообщениям приват-доцента Е. В. Аничкова и приват-доцента В. Ф. Шишмарёва). Оформление Е. Е. Лансере и А. Н. Бенуа. Постановка не была осуществлена.
- Весна 1908 — «Орлеанская дева» Ф. Шиллера в постановке Н. Н. Евреинова, с Б. С. Глаголиным в роли Иоанны, идёт в Театре Литературно-художественного общества (товарищество суворинских артистов, возникшее на сезон 1908 года). Своё постановочное решение режиссёр толковал в духе Старинного театра, как попытку восстановить характер спектаклей времён Ф. Шиллера[18].
- 2 сентября 1908 — пьеса «Такая женщина» («Катар души»). Драматический парадокс в одном действии Н. Н. Евреинова (1906)[13]. Постановка Б. Глаголина. Театр Литературно-художественного общества. Современная содержанка богатого аристократа погибает от скуки, а тот, потакая прихотям, окружает её сказочной роскошью, дарит одетого в военную форму 5-килограммового карлика из паноптикума. Содержанка убивает Его Светлость. Спектакль, оформленный в стиле О. Бердслея, с актёрами-декламаторами в костюмах XVIII века, провалился. Автор пьесы предоставил право принимать «поздравления» режиссёру-постановщику.

В перерыве между сезонами Старинного театра Н. Н. Евреинов — режиссёр-постановщик Артистического кружка баронессы И. А. Будберг (1909). Здесь он поставил «Кандида» Вольтера и «Снег» (1903) Пшибышевского.
В сезон 1908/1909 был приглашён в театр на Офицерской к В. Ф. Комиссаржевской на должность режиссёра. Не следует переоценивать этого наибольшого периода ни для театра, ни для творческой биографии Н. Н. Евреинова, но сотрудничество это стало важным этапом в самосознании режиссёра, с юных лет своих с пиететом относившегося к актрисе. Главным образом из-за «Игры о Робэне и Марион» очарованная пастурелью В. Ф. Комиссаржевская пригласила Евреинова в свой театр после отставки В. Э. Мейерхольда.

##### Второй сезон (1911—1912)
- «Фуэнте Овехуна» («Овечий источник») — драма Лопе де Веги (сочинение, 1612—1613; издание, 1619; перевод С. А. Юрьева). Постановка Н. Н. Евреинова. Декорации Н. К. Рериха. Костюмы И. Я. Билибина (с учениками Вестфален, Завадовской и Коннель). Лучшим из испанских спектаклей называли темпераментную и патетичную «Фуэнте Овехуну» Н. Н. Евреинова, в чьей экспрессивной сценографии действие проходило на площади города, фоном чему служил горный пейзаж задника, без занавеса и рампы, и где словно в вихре кружились актёры массовых картин, подчинённых, однако, строгому ритму, свиваясь и развиваясь яркими, выразительными группами. Но раздвигался занавес в глубине, и перед королевской четой, неподвижно восседавшей на креслах, мгновенно и покорно склонялись бунтовщики, как слову Божию внимавшие Королю. Органичная стыковка разнородных сцен при общих исполнителях транслировала яркий испанский колорит.
- «Благочестивая Марта» по пьесе Тирсо де-Молина. Художник — А. Шервашидзе. Режиссёр — К. Миклашевский.
- «Чистилище Св. Патрика» по пьесе П. Кальдерона. Художники — И. Билибин, В. Щуко.
- «Великий князь московский или гонимый император», художник — Калмаков.
- «Два болтуна» — интермедия Мигеля Сервантеса (авторство под вопросом, первая публикация относится к 1617 году). При всей своей комичности и внятности сюжета эта миниатюра может смело претендовать на роль одного из первых опытов театра абсурда. Впоследствии, в 1933 году в Париже, Н. Н. Евреинов повторил постановку в «Весёлой сцене».

#### Театр В. Ф. Комиссаржевской
- 4 сентября 1908 — «Франческа да Римини» Г. Д’Аннунцио (перевод В. Брюсова и Вяч. Иванова, художник — М. В. Добужинский) в постановке Н. Н. Евреинова впервые показана во время московских гастролей Драматического театра. Главную роль исполняла В. Ф. Комиссаржевская. Спектакль вызвал полемику в критике.

##### Монодрама
В спектакле «Франческа да Римини» Н. Евреинов впервые применил в режиссёрской работе «принцип монодрамы», показав события, словно проецируемые через сознание главной героини. Теория монодрамы как драматического представления, которое преподносит окружающий мир таким, каким он воспринимается действующим лицом «в любой момент его сценического бытия», и заставляет каждого из зрителей стать в положение этого лица, «зажить его жизнью», оформилась у Н. Н. Евреинова к 1908 году. Монодрама как пьеса «от первого лица», как драма, утратившая свою «объективность» («только субъективное, искажённое» зрение представляет ценность для современного театра), впервые реализована в «Представлении любви» (в 1-й книге «Студия импрессионистов», СПб, 1910).
27 октября 1908 состоялась генеральная репетиция «Саломеи» О. Уайльда (перевод М. Ф. Ликиардопуло, режиссёр Н. Н. Евреинов, художник Н. К. Калмаков).
Находясь в восторге от «удивительного», «единственного в своём роде», как он называл Калмакова в своей статье «Художники театра В. Ф. Комиссаржевской» Евреинов, по-видимому, и пригласил его в «Старинный театр». Это был также мастер круга «Мира искусства», но с несколько запоздалыми реминисценциями О. Бердслея… В спектакле «Старинного театра» они, правда, не были столь ощутимы, как в цикле пряно-гротесковых театральных эскизов «Саломеи» О. Уайльда или «Чёрной маски» Л. Андреева, исполненных в середине 1908/1909 гг. для театра В. Ф. Комиссаржевской.
28 октября 1908 за несколько часов до спектакля было запрещено представление пьесы О. Уайльда «Саломея» (разрешённое драматической цензурой) на том основании, что сюжетом пьесы являются евангелические события. Не помогло и переименование пьесы в «Царевну».
8 января 1909 была поставлена «Ванька-ключник и паж Жеан», драма в двенадцать двойных карт Фёдора Сологуба. Режиссёр — Н. Н. Евреинов. Художник — К. И. Евсеев. Впоследствии переботанная Ф. К. Сологубом пьеса будет поставлена Н. Н. Евреиновым в «Кривом зеркале».
Проза Ф. К. Сологуба, как и искусство Н. К. Калмакова закономерно были близки Н. Н. Евреинову, тяготевшему в своих пристрастиях этой поры к творчеству Ш. Бодлера, О. Уайльда и Ф. Ропса. Развитие данного вектора эстетики предопределяют тенденции, царящие в умонастроениях общества, к которому она обращена, — его запросы и вкусы, его состояние в целом. В это время особой популярностью пользовался, например, жанр Grand Guignol (с фр. — «театр ужасов») — публика валом валила на спектакли, создатели которых не ставили никаких задач, кроме как напугать невзыскательных и впечатлительных обывателей душещипательными натуралистичными сценами. Критик недоумевал: «Русский „Grand Guignol“, по-видимому, отвечает какому-то спросу, по крайней мере, спектакли этого театра сильных ощущений неизменно привлекают много публики». Однако не следует притом забывать, что Н. Н. Евреинов был в первую очередь экспериментатором, первопроходцем, его влекла возможность «проверить в деле» свои теоретические выводы, поэтому он не гнушался никакими средствами, но и «не задирал брезгливо подол» в достижении выразительности — он познавал пределы возможного в искусстве театра.

#### Весёлый театр для пожилых детей
Великим постом 1909 года театр В. Ф. Комиссаржевской уехал на гастроли. В Петербурге остались Ф. Ф. Комиссаржевский, Н. Н. Евреинов и часть труппы. В их распоряжении оказалась прекрасно оборудованная сцена и масса свободного времени.
Было решено создать театр-кабаре, который получил название «Весёлый театр для пожилых детей».
«Весёлый театр» просуществовал недолго — до конца осени того же года. Кроме актёров театра В. Ф. Комиссаржевской, труппу кабаре составили некоторые «кривозеркальцы». К началу сезона все они разошлись по своим театрам. Через год «Весёлый театр» попытались было открыть снова и даже в Театральном клубе дали несколько представлений. Однако из возобновления ничего не вышло. И дело скоро развалилось.
Кабаре осилило всего две программы. Н. Н. Евреинов уверял, что ни о каких художественных заданиях не помышляли — просто «решили летом подзаработать». Репертуар был весьма оригинален. Н. Евреинов поставил здесь свой трагифарс «Весёлая смерть», пьесы Козьмы Пруткова «Черепослов, сиречь френолог» и «Фантазию», Ф. Комиссаржевский — кукольную комедию П. Ронсона «Лилия долины», оперу Д. Перголези «Служанка госпожа» и оперетту В. Зуппе «Прекрасная Галатея».

#### «Кривое зеркало»
В начале сентября 1910 года Евреинов был приглашён на должность главного режиссёра театра-кабаре «Кривое зеркало»; 15 сентября того же года начались репетиции под его руководством.
Первая программа «Кривого зеркала» была связана с именем Евреинова — в неё включили пародию на фрагмент только что запрещённой «Царевны». Н. Н. Евреинов любил озорство, розыгрыши, ценил анекдоты, уважал людей умеющих их рассказывать. Это сближало его, например, с А. Глазуновым, К. Миклашевским. Отдельные письма последнего не содержат ничего, кроме свежего анекдота, Евреинов отвечал ему тем же. Названный фрагмент, «Танец семи покрывал» («Саломея» — в «Кривом зеркале») в исполнении Т. Пуни, заканчивался несением гробовидного сундука с табличкой: «Осторожно, Оскар Уайльд!»
С 1910-го по 1916-й год он — драматург, режиссёр, художественный руководитель, композитор и художник «Кривого зеркала», где поставил за этот период около ста спектаклей.
11 ноября 1912 А. А. Блок записал в дневнике: «Вечером пошёл в „Кривое зеркало“, где видел удивительно талантливые пошлости и кощунства г. Евреинова. Ярчайший пример того, как может быть вреден талант. Ничем неприкрытый цинизм какой-то голой души» (Цитируется по Ю. Анненкову).

#### «Веселый Арлекин»
В 1919 году спасаясь от ужасов Гражданской войны Н. Н. Евреинов и художники С. А. Сорин и С. Ю. Судейкин приехали в Баку. Решено было открыть в городе ночной театр-кабаре «Веселый Арлекин». Панно для заведения выполнил Сергей Судейкин. Гимн кабаре написал поэт Сергей Городецкий. Николай Евреинов писал для артистов миниатюры, которые пользовались у публики успехом. Весной 1920 года началась массовая эмиграция, театр-кабаре закрылся и Евреинов вернулся в Россию.

#### Общество
Помимо активного и многообразного сотрудничества в пределах интересов, непосредственно относящихся к всепоглощающему театру (в том числе «Бродячая собака», «Привал комедиантов», основанные при непосредственном его участии — соответственно в 1912 и 1916 годах, и другие объединения), творческая жизнь Н. Н. Евреинова со всей ясностью демонстрирует потребность в интенсивной общественной деятельности, присущность этому культуртрегеру духа коллективизма.
В 1911 году Н. Н. Евреинов — один из членов-учредителей Общества единого искусства, предполагавшегося к образованию инициативой Н. И. Кульбина, композитора А. Н. Дроздова и юриста М. Г. Сыркина, а также архитекторов Л. А. Ильина, В. С. Карповича и Н. М. Проскурина. Своей целью общество ставило «объединение всех форм искусства, искание и последовательное проведение в жизнь начал красоты»; предполагались «чтения, беседы, публичные лекции, спектакли, музыкальные, литературные и художественные вечера, концерты, балы, курсы, конкурсы, музеи, выставки, специальные библиотеки, оркестры, хоры, группы оперных драматических, оперных и балетных артистов, студии»; предполагалось «также устраивать свои помещения, буфеты, столовые, клубы и т. д.».
В 1914 году в бюро Общества деятелей периодической печати и литературы, существовавшего с 1907 по 1917 год, и объединявшего около 700 членов, которое было по сути профессиональным союзом творческих деятелей Москвы, Санкт-Петербурга и губерний России. В правлении общества и его членами в разное время были также Ю. А. Бунин, председатель Первой Государственной думы С. А. Муромцев (председатель суда чести общества), Б. К. Зайцев (с 1907), И. Х. Озеров, В. М. Фриче, А. А. Титов, Дон-Аминадо и многие другие. При обществе действовала Чеховская комиссия.
В 1915—1917 годах в Обществе возрождения художественной Руси Н. Н. Евреинов — в числе шестидесяти четырёх учредителей, среди которых также И. Я. Билибин, В. М. Васнецов, Б. В. Зворыкин, А. И. Менделеева, М. В. Нестеров, Н. К. Рерих, С. Ю. Судейкин, А. В. Щусев, А. М. Ремизов, А. В. Кривошеин, М. С. Путятин, архиепископы Серафим Тверской и Арсений Новгородский, ректор Духовной академии А. А. Бобринский и др. Общество имело широчайшую просветительскую и исследовательскую программу.
Позже Н. Н. Евреинов, бежавший из советской России, в одном из своих масонских докладов (масонство, как и для многих его соотечественников, станет для него эквивалентом в значительной степени утраченных корпоративных коммуникаций), подтверждая эту свою потребность в коллективизме, ничтоже сумняшеся скажет следующее, вспоминая работу над постановкой «Взятия Зимнего Дворца»:

Я… обратился, вслед за уполномоченным советской власти, к четырёмстам военным комиссарам, излагая свой план постановки и требуемое от руководимых ими воинских частей театрально-боевое участие. Я никогда не принадлежал к коммунистической партии, довольствуясь положением «сочувствующий», но в этот момент общения с избранными представителями, равно, как и тогда, когда мы покидали с ними, дружною толпою, Георгиевский зал Зимнего Дворца, я ощутил такое сладостное чувство слитности с моими товарищами, какое подняло чувство человеческой солидарности до высот, на которых замирают уже эгоистические интересы.
— Н. Н. Евреинов. О любви к человечеству
С 1914 по 1916 год — живёт в петербургском пригороде Куоккала у Ю. П. Анненкова. Активно участитвовал в общественной театрально-народной жизни посёлка. Сотрудничал с Чуковским в его рукописном альманахе «Чукоккала». Поздней осенью 1917 года уехал из Петрограда. В театре Вольной комедии поставил пьесу Л. Никулина и М. Рейснера «Небесная механика». Автор музыки к спектаклю Л. Никулина «Тут и там» (1920).

#### «Штурм Зимнего»
Одним наиболее яркий событий в жизни Евреинова стало руководство постановкой «Взятия Зимнего дворца» — кульминационного эпизода Октябрьской революции, в третью её годовщину (7 ноября 1920 года). Самое подробное описание истории постановки и этого представления дал другой их участник — Юрий Анненков (многие годы — друг и сотрудник драматурга) во втором томе «Дневников».
Одним из инициаторов этого грандиозного спектакля был пианист и композитор, служащий Политуправления Петроградского военного округа Дмитрий Тёмкин (впоследствии известный американский кинокомпозитор, лауреат четырёх Оскаров).
Размеры «сценической площадки», которой явилась вся Дворцовая площадь (в то время уже носившая имя Урицкого — до 1944 года), обуславливали коллективность режиссуры: главный режиссёр — Николай Евреинов, его помощники-постановщики — А. Кугель, А. Петров, Г. Державин и Ю. Анненков (помимо того — автор декораций), вспомогательные функции (сценарные, костюмерные и т. д.) выполняли многие другие. Зрелище упоминается во многих изданиях, посвящённых истории современного театра. Число участников представления в разных источниках указывается разное, по словам Ю. Анненкова, «действующих лиц было около 8000… (оркестр в 500 человек)».
Представление это знаменовало собой вершину (в смысле размеров и количества привлечённых исполнителей) и начало заката карьеры Н. Н. Евреинова в России.
Кадры, на которых запечатлены эпизоды этого спектакля, стали образным базисом понимания Октябрьской революции, на протяжении десятилетий использовавшимся идеологами.

#### «Самое главное»
«Самое главное. Для кого комедия, а для кого и драма, в 4-х действиях» — премьера 20 февраля 1921 года в Петрограде, в театре «Вольная комедия».
В произведении реализована значительная часть теоретических положений Н. Н. Евреинова, откристаллизовавшихся за 15 лет, фрагментарно воплощённых в опытах, начиная с «Красивого деспота» 1905 года. Вобрав основные программные принципы «Театра для себя» и «Театра как такового», эта пьеса — своеобразный итог и испытание их целесообразности и жизнеспособности. На фоне массового коллективного монументального зрелищного творчества в духе героико-эпического «вагнерианства», которое декларировал театр «победившей революции», и дань которому режиссёром была отдана постановкой массового действа на Дворцовой, формально основные задачи Н. Н. Евреинова предстают камерными экспериментами индивидуальной проекции. Однако к решению их он двигался прагматично и успешно приспосабливал к требованиям времени. Идеи свои Евреинов без напряжения адаптирует к «утилитарным» потребностям «общей пользы» посредством включения приёмов параллельно с написанием пьесы разработанной им методики театротерапии, призванной сценическими средствами врачевать зрителей.
Этой пьесе суждено было стать главной в жизни Н. Н. Евреинова. Под названиями «Маскарад жизни», «Доктор Фреголи», и, наконец, «Комедия счастья» она переведена почти на все европейские языки, шла и периодически возобновляется в постановках практически всех стран Европы, в США, Латинской Америки, Японии. Ставили её Театр Польски (Варшава, 1922), Национальный театр (Белград, 1924), Гилд-Театр (Нью-Йорк, конец марта — апрель 1926 — 40 спектаклей), театры Луиджи Пиранделло и «Ателье» Шарля Дюллена (1926, здесь, в Париже, эта пьеса шла около 250 раз), Бургтеатр (Вена, 1927), Королевский Фламандский театр (Антверпен, 1930) и многие другие.

#### Последние попытки
Моё творчество — игра облака. Я знаю, вчера, сегодня и завтра — все разные формы.
… Разве творчество должно быть неизменно одинаковым?! Я проявляю свой творческий дух и так, и сяк, как мне на́ руку! Конечно, странное облако, оно так часто меняет облики, так быстро несётся куда-то, несётся беспрестанно в новом направлении, беспрестанно играя красками, формами, без заботы, какие это краски и какие формы… Ну да! Оно ищет чего-то!
… Бледное оторванное облако! Может быть, в конце концов и я люблю так театр оттого, что я облако. Подумайте, сколько представлений на земле оно видит издали, не вмешиваясь в них, стороной, как настоящий зритель! И с каких различных точек зрения видит происходящее… Как привыкает к представлениям, как нуждается в них! А потом, естественно, играет обликами, кого-то поддразнивает, на что-то намекает, что-то представляет, манит куда-то… ведь представления не даются даром! Я это знаю и потому пишу пьесы — плачу за представления представлениями…
— Из письма режиссёра Н. Н. Евреинова Г. В. Шварцу
«Ленинград мы покинули поздно вечером в субботу 30 января 1925 года».

### Эмиграция
В 1922-23 гг. Евреинов посетил Берлин и Париж, где его пьесы ставили такие режиссёры, как Жак Копо и Шарль Дюллен. Остаток жизни он провел в Париже, работая с Русской оперой в Париже, Сорбонной и Сержем Лифарем. Он подготовил обширную монографию, прослеживающую историю русского театра на протяжении веков.
Многие из его поздних пьес так и не были поставлены. Антисталинская драма «Шаги Немезиды» с такими персонажами, как Алексей Рыков, Николай Бухарин, Генрих Ягода и Николай Ежов, впервые была показана в 2022 г. (театр Брауншвайга).

#### Масонство Н. Н. Евреинова
Существует истолковние «театрализации по Н. Н. Евреинову» как системы «условных ролей» применителько к повседневной жизни, то есть включение и преобразование всех проявлений бытия, в том числе и расставания с ним, в тот или иной сценарный круг. Есть лишь две версии метода корректной реализации настоящего плана: трансляция через внешний опыт («дать говорить „Другому“») или воспроизводящая персонификация его («если „Другой“ мёртв») в сочетании с позитивной рекомендацией и врачующим воздействием отстранённого восприятия социального стресса.
Подразумевает настоящая трактовка — увлечение масонством позднего Н. Н. Евреинова (второй половины эмигрантского периода творчества режиссёра); его активное участие в работе ряда русских и французских лож, в первую очередь — «Юпитер» Великой ложи Франции, где им было сделано несколько докладов, касающихся вопросов культурологической направленности, затрагивающих проблемы этики и философии.
Русское масонство Франции 1930—1950-х годов, несмотря на довольно представительный состав и сложную структуру, было политически не очень влиятельным. В значительной степени для отдельных культурных групп русской эмиграции оно было связующим инструментом, способствовавшим самоидентификации и адаптации в условиях нарастающего разобщения и подозрительности, как следствия постоянных идеологических и мировоззренческих разногласий, национальной беспочвенности, причастности (сознательной и не вполне) определённой части в разное время покинувших Россию — к деятельности советских спецслужб. В этом отношении корпоративность такого рода давала хотя и не очень действенный, но всё-таки путь преодоления депрессии в условиях деформации и разрушения принятого там в то время понимания русской самобытности.
В этой обстановке, а также по ряду причин личного характера, масонство представлялось единственной возможностью для «преображений» евреиновской театрализации.
В ложе «Юпитер»: посвящён 15 мая 1930 года; возведён во 2-ю степень 21 мая 1931 года; в 3-ю степень — 18 февраля 1932 года; помощник обрядоначальника в 1931 году; второй страж — 1932, 1933; первый страж — 1934; архивариус — 1938; возобновил членство 10 марта 1945 года; после войны — 1-й страж и обрядоначальник; член ложи до кончины. С 1934 года — член парижской масонской ложи «Гамаюн», которая работала по Древнему и принятому шотландскому уставу под эгидой Великой ложи Франции под № 624. Член Верховного совета Франции, в ложе совершенствования (4—14) «Друзья любомудрия» возведён в 4-ю степень 10 января 1934; в 9-ю — 8 мая 1935; в 13-ю — 13 мая 1936; в 14-ю степень — 23 декабря 1936. Обрядоначальник — с 1939 года Возведён в Капитуле «Астрея» (15—18) в 18° 20 (18) ноября 1937. Обрядоначальник капитула после войны.

## Театральные постановки
- 1941 — «Женитьба Белугина» А. Н. Островского. Русский драматический театр, Париж.
- 1944 — «Самое главное» Н. Н. Евреинова. Русский драматический театр, Париж.

### Драматургия
Хронология дается по дате написания, дате постановки либо дате публикации
- «Болваны, кумирские боги», историческая пьеса в 4 д. и 7 карт. (1900; опубл. 1908)
- «Стёпик и Манюрочка», комедия в 1 д. (напис. 1905; пост. Александринский театр, 1905; опубл. 1907)
- «Красивый деспот» (опубл. 1907)
- «Красивый деспот. Последний акт драмы Н. Евреинова» (пост. Малый театр (СПб.), 1906; опубл. 1907)
- «Ярмарка на индикт св. Дениса» (пост. Уличный театр, 1907; опубл. 1914)
- «Три волхва» (пост. Старинный театр, 1907; опубл. 1914)
- «Война», драма в 3 д. (опубл. 1907)
- «Такая женщина» (пост. Малый театр (СПб.), 1908; опубл. 1908)
- «Фундамент счастья», комедия в 3 д. (опубл. 1908)
- «Представление любви» (напис. 1909?, опубл. 1910?)
- «Всегдашни шашни» (опубл. 1912)
- «Весёлая смерть», арлекинада в 1 д. с небольшим, но крайне занятным прологом и несколькими заключительными словами от имени автора (пост. Весёлый театр, 1909; опубл. 1909).
- «Плутос», комедия Аристофана, приспособ. к соврем. театру в 1 д. и 2 карт. (опубл. 1912)
- «Счастливый гробовщик», пьеса в 1 д. (опубл. 1912). Первоначально называлась «Фундамент счастья» (1902; пост. Новый театр, 1905)
- «Бабушка» (опубл. 1914)
- «Неизменная измена» (опубл. 1914)
- «О щести красавицах, не похожих друг на друга», инсценировка сказки Магоммада-Эль-Бассари (опубл. 1911)
- «Представление любви», монодрама в 3 д. (опубл. 1916)
- «Самое главное», для кого комедия, а для кого и драма в 4 д. (пост. Вольная комедия, 1921; опубл. 1921). Первая часть трилогии «Двойной театр».
- «Ревизор», режиссёрская буффонада в пяти «построениях» одного отрывка (опубл. 1923)
- «В кулисах души», монодрама в 1 д. с прологом (опубл. 1923)
- «Четвёртая стена», буффонада в 2 ч. (опубл. 1923)
- «Школа этуалей. Эпизод из жизни Аннушки горничной», пародия-гротеск в 1 д. (пост. Кривое зеркало; опубл. 1911)
- «Кухня смеха (Мировой конкурс остроумия)», пародия 4 шаржах (опубл. 1923)
- «Корабль праведных» (напис. 1924; опубл. фрагмент под назв. «Коммуна праведных» 1924, полностью 1938; пост. Teater Polski (Варшава), 1925). Вторая часть трилогии «Двойной театр».
- «Театр вечной войны», пьеса в 3 д. и 4 карт. (пост. Художественный театр (Рига) под назв. «Маскарад жизни», 1929; опубл. 1928). Третья часть трилогии «Двойной театр».
- «Шаги Немезиды» («Я другой такой страны не знаю»), драм. хроника в 6 карт. из партийной жизни в СССР (1936—1938) (опубл. 1956)
- «Чему нет имени, или Бедной девочке снилось», пьеса в 3 д., 8 карт. с эпилогом (опубл. 1963?)

### Другие сочинения
Указана дата публикации, если не оговорено иное
- Старинный театр. Об актёре средних веков (1907)
- Режиссёр и декоратор (1909)
- Испанский актёр XVI—XVII вв. (1909)
- Грядущий лицедей (1909)
- Введение в монодраму (1909)
- Сценическая ценность наготы (1911)
- Язык тела (1911)
- Ропс (1910)
- Художники театра В. Ф. Комиссаржевской (1911)
- Испанский театр, 1911?
- Крепостные актёры (1911)
- Бёрдслей (1912)
- Театр как таковой (Обоснование театральности в смысле положительного начала сценического искусства и жизни) (1912)
- История телесных наказаний в России (Реферат выпускного сочинения) (1913)
- К постановке «Хильперика» (1913)
- Далькроз и его школа (1912)
- К вопросу о пределах театральной иллюзии. Беседа (1912)
- О «Весёлой смерти» (1917)
- «Сцена театра и сцена жизни». «Жизнь искусства», № 640—642
- «Нас было четверо (о театре под советской ферулой)» (1952, «Возрождение», Париж, № 21—23)
- «Pro scena sua. Режиссура. Лицедеи. Последние проблемы театра» (1915)
- «Театр для себя», ч. 1: теоретическая (1915)
- «Театр для себя», ч. 2, 3 (1916)
- «Происхождение драмы. Первобытная трагедия и роль козла в истории её возникновения: Фольклористический очерк» (1921)
- Нестеров (1922)
- Первобытная драма германцев. Из истории германо-скандинавских народов (1922)
- Оригинал о портретистах (К проблеме субъективизма в искусстве) (1922)
- О новой маске (авто-био-реконструктивной) (1923)
- Театр у животных (О смысле театральности с биологической точки зрения) (1924)
- Азазел и Дионис. О происхождении сцены в связи с зачатками драмы у семитов (1924)
- Тайна Распутина (1924)
- «Что такое театр». Книжка для детей. «Светозар». Петербург. 1924 г.
- The theatre in life. New York; London, 1927
- Le theatre en Russie Sovietique. P. 1946
- Histoire du theatre russe. P. 1947
- История русского театра. Н.-И. 1953
- История русского театра. Нью-Йорк, 1955, с. 331
- «Памятник мимолётному. (Из истории эмигрантского театра в Париже)». Париж. 1953
- Режиссёр-автор. Беседа с Н. Н. Евреиновым. — Раннее утро, 1913, 3. III
- Об отрицании театра. Полемика сердца. «Стрелец», вып. 1,1915, СПб.
- Н. Евреинов — вступительная статья в кн.: Степанов В. Я. Опыт словаря декораторов; Опись памятников русского театра из собрания Л. И. Жевержеева, Пг., 1915
- «Две категории» (?).

### Монографии
- Джурова Т. С. Концепция театральности в творчестве Н. Н. Евреинова. — СПб.: СПбГАТИ, 2010. — 158 с. — ISBN 978-5-88689-052-5
- Каменский В. В. Книга о Евреинове. — Пг.: «Современное искусство» Н. И. Бутковской, 1917. — 101 с., 1 л. фронт. (портр.-cилуэт на обл. и фронтиспис работы А. К. Шервашидзе).
- Казанский Б. В. Метод театра. Анализ системы Н. Н. Евреинова. — Л.: Academia, 1925. — 171, [1] с.
- Кашина-Евреинова А. А. Н. Н. Евреинов в мировом театре XX века. — Париж: Imprimerie Béresniak, 1964. — 108 с.
- Кузнецов Е. М. Из прошлого русской эстрады: исторические очерки. — М.: Искусство, 1958. — 365 с.
- Рудницкий К. Л. Русское режиссёрское искусство: 1908—1917. — М.: Наука, 1990. — 279 с. — ISBN 5-02-012770-1
- Рыженков В. Ю. Николай Евреинов в культурной жизни России и зарубежья. — СПб.: Дм. Буланин, 2013. — 320 с. — ISBN 978-5-86007-739-3.
- Уварова Е. Д. Эстрадный театр: Миниатюры, обозрения, мюзик-холлы: 1917—1945. — М.: Искусство, 1983. — 320 с.
- Уварова Е. Д. Энциклопедия «Эстрада в России XX век». — М.: Олма-Пресс, 2004. — 864 с. — 5000 экз. — ISBN 5-224-04462-6.

### Сборники
- Николай Евреинов: к 130-летию со дня рождения : по материалам научной конференции, состоявшейся 16 февраля 2009 г. / МК РФ, РИИИ; [сост.: Т. С. Джурова]. — СПб.: РИИИ, 2012. — 158, [1] с. : ил., цв. ил., портр. — ISBN 978-5-86845-168-3.

### Статьи
- Луканова А. Г. Гончарова и Евреинов // «Амазонки авангарда»  / Отв. ред. Г. Ф. Коваленко; ГИИ МК РФ. — М.: Наука, 2004. — С. 125—132. — ISBN 5-02-010251-2.
- Джурова Т. С. Николай Евреинов: театрализация жизни и искусства // Евреинов Н. Н. Оригинал о портретистах / Сост., подгот. текстов и комм. Т. С. Джуровой, А. Ю. Зубкова и В. И. Максимова. — М.: Совпадение, 2005. — 398, [1] с. : ил., портр. — С.5-28. — ISBN 5-86402-146-6
- Максимов В. И. Критик как оригинал и художник как критик: Николай Евреинов и живопись // Там же. — С.29-44.
- Пьералли, Клаудиа. Конец «театра в жизни»: Пути и проблемы новой эстетики Н. Н. Евреинова // Евреинов Н. Н. Откровение искусства / РГАЛИ; издание подготовила К. Пьералли, отв. ред. Ю. Б. Лисакова; коммент. Ю. Б. Лисаковой, К. Пьералли; послесл. Г. А. Востровой и М. Г. Литавриной. — СПб.: Мiръ, 2012. — 776 с., ил. — С.3-33. — ISBN 978-5-98846-081-7
- Джурова Т. С. Актёр в театре Н. Н. Евреинова: Режиссура и теория // Русское актёрское искусство XX века. Вып. 4 / Ред. кол.: Н. А. Таршис (отв. ред. и сост.), С. Г. Сбоева; РИИИ МК РФ. — СПб.: РИИИ, 2013. — 280 с. — С.121-165. — ISBN 978-5-86845-182-9